# Oberwil-Lieli
Oberwil-Lieli est une commune suisse du canton d'Argovie, située dans le district de Bremgarten.

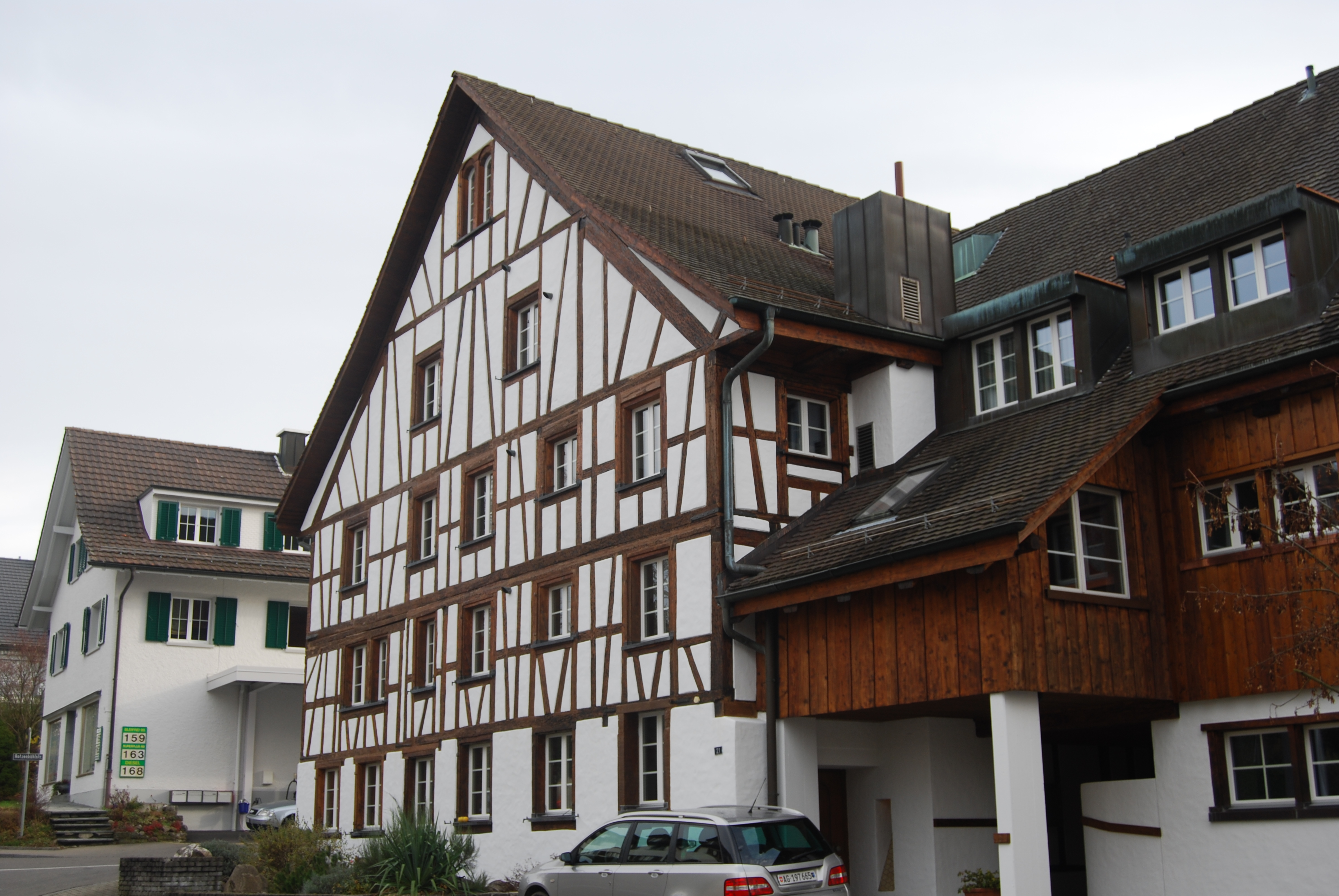
Oberwil.

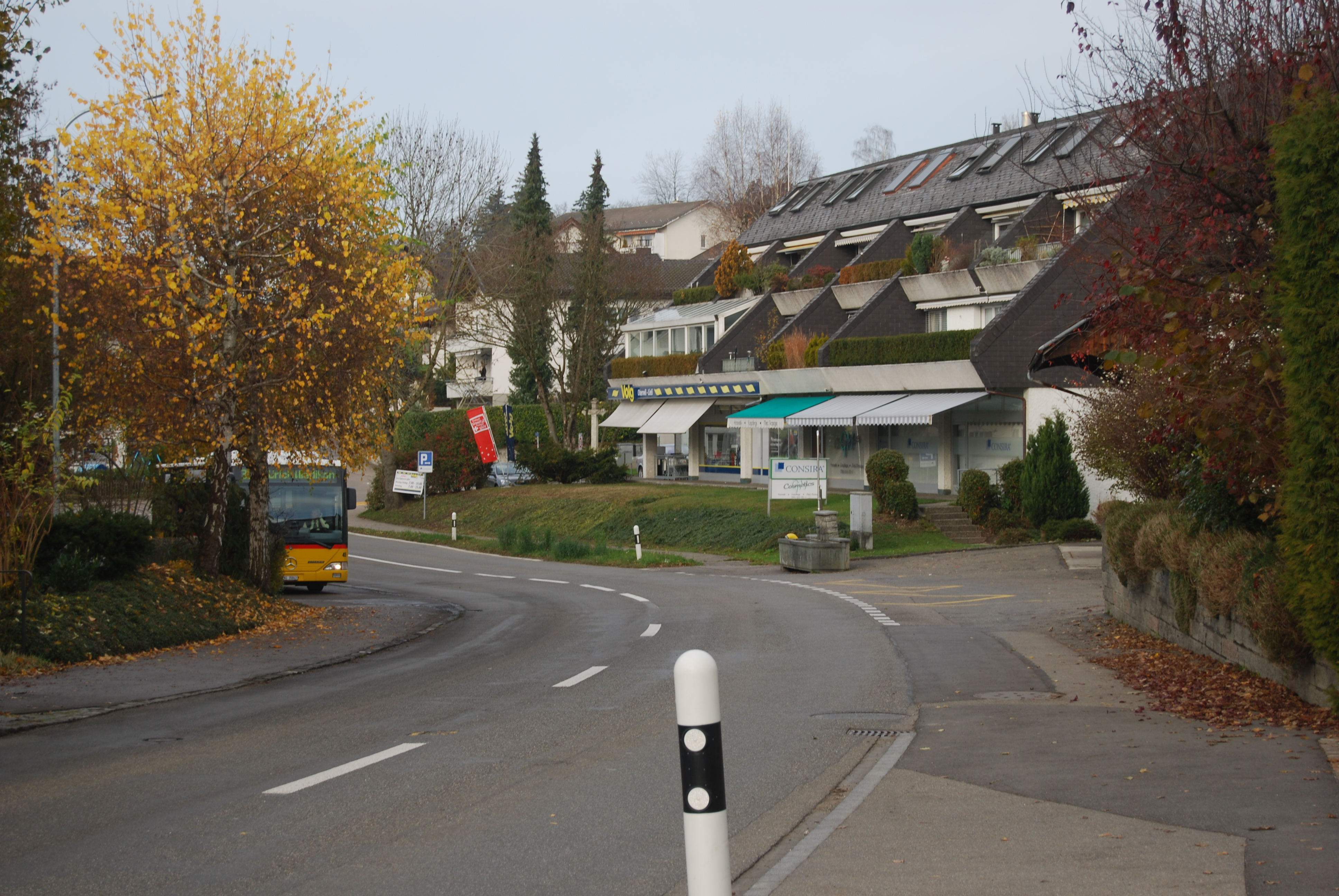
Lieli.

Photo aérienne (1964).